# Carrer de la Unió (Tarragona)
El Carrer de la Unió és una via urbana de Tarragona protegida com a Bé Cultural d'Interès Local.

## Descripció
El traçat del carrer de la Unió respon a un interès d'unir dos barris de la població. No era una zona erma, hi havia un antic camí, però l'ocupació amb immobles va ser irregular. Es tractava d'una àrea de protecció militar: "zonas polémicas".
La urbanització de l'Eixample va respectar el traçat del carrer de la Unió. Ja a l'octubre de 1839, Josep Oriol Bernardet va presentar al Consistori, un projecte d'urbanització amb el nou nivell de carrer. Al llarg del segle xix es van establir els enllaços amb la resta de carrers que creuaven el carrer de la Unió.
Als anys 40 es van construir diversos immobles de planta baixa i un pis. A poc a poc es va anar incrementant l'altura dels edificis. Les característiques dels habitatges va ser l'ocupació dels predis per illes de cases. Cal destacar que les solucions arquitectòniques i constructives no van ser diferents als de la resta de la ciutat. Sobresurt l'ús dels baixos de pedra, però també els diferents llenguatges, segons el període de construcció.
Així, un element característic del carrer de la Unió va ser fins al 1936 una certa homogeneïtat en l'altura dels forjats i una amplitud de volada,, però el pendent del carrer va influir en el seu paisatge. Igual que a la Rambla Nova, les característiques de cada immoble responen als gustos de l'època, però també trobem uns elements comuns, segons l'arquitecte o mestre d'obres que va projectar l'edifici.